# Comedy hip hop
Comedy hip hop (nebo též comedy rap) je hudební styl, který kombinuje  hip-hopovou hudbu a humor.

## Historie
Vesměs od vzniku hip-hopové hudby se v textech často objevovaly  prvky satiry, ironie či sarkasmu. Nejvýraznější taková píseň je "The Message" od Grandmaster Flash and the Furios Five. I přesto, že skladba je socio-politického charakteriu, protože kritizuje neutěšené podmínky, nevyhýbá se použití satirických přirovnání. 
V 80. a 90. letech to byli gangsta rappeři jako Eazy-E či Ice-T, kteří používali nevybíravý humor ve svých skladbách. Později to byl například Eminem a jeho alter ego Slim Shady, které mělo rovněž nevybíravý humor se sklonem k satiře a parodii (alba The Slim Shady LP,  The Marshall Mathers LP, The Eminem Show). V souvislosti s parodií to byl "Weird Al" Yankovic, který parodoval hip-hopová klišé ve své písni "White & Nerdy" z roku 2006,

## Interpreti
- The Fat Boys
- 2 Live Jews
- Weird Al Yankovic (pozdější tvorba)
- Eminem
- The Lonely Island